# Jacopo Sannazaro

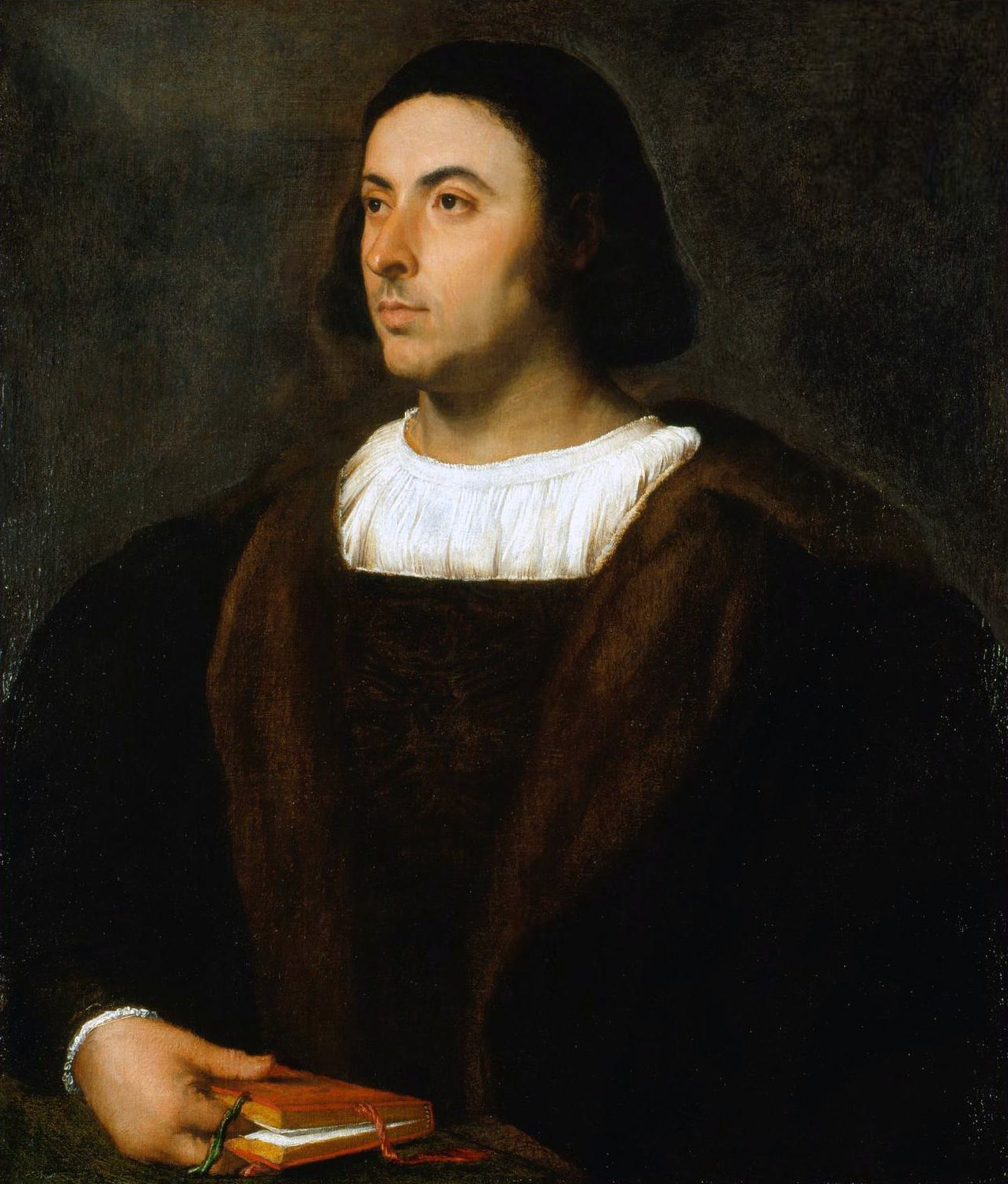
Porträtt av Jacopo Sannazaro, av Titian.

Jacopo Sannazaro, född 28 juli 1458 i Neapel, död 27 april 1530, var en italiensk skald. Han kallades Actius Sincerus av Accademia pontaniana.

## Biografi
Jacopo Sannazaro tillhörde en förnäm släkt, och var fullt hemmastadd på humanisternas studieområden samt stod högt i gunst hos furstarna av aragonska huset, särskilt Fredrik I. Honom förblev Sannazaro trogen även i motgångens dagar, följde med i landsflykten till Frankrike och stannade hos honom till hans död, 1504, då han återvände till Neapel och därtillbringade återstoden av sin levnad. 
För sin diktning använde Sannazaro med samma lätthet latinet som italienskan. Hans latinska elegier och epigram (Salices och De Morte Christi Lamentatio) anses vara de bäst lyckade alstren av hans diktkonst. Hans kristna poem De partu Virginis har dömts ut av eftervärlden, men gav honom vid utgivningen tillnamnet "den kristne Vergilius". Hans ekolog Eclogae piscatoriae är en av de mest berömda av hans hand. Dessutom skrev han sonetter och canzoner.
Inom litteraturhistorien har han en framstående plats genom herderomanen Arcadia. Den bildade skola för en genre som levde kvar under de följande epokerna och var mycket populär.